# Geschichte Irlands (800–1536)

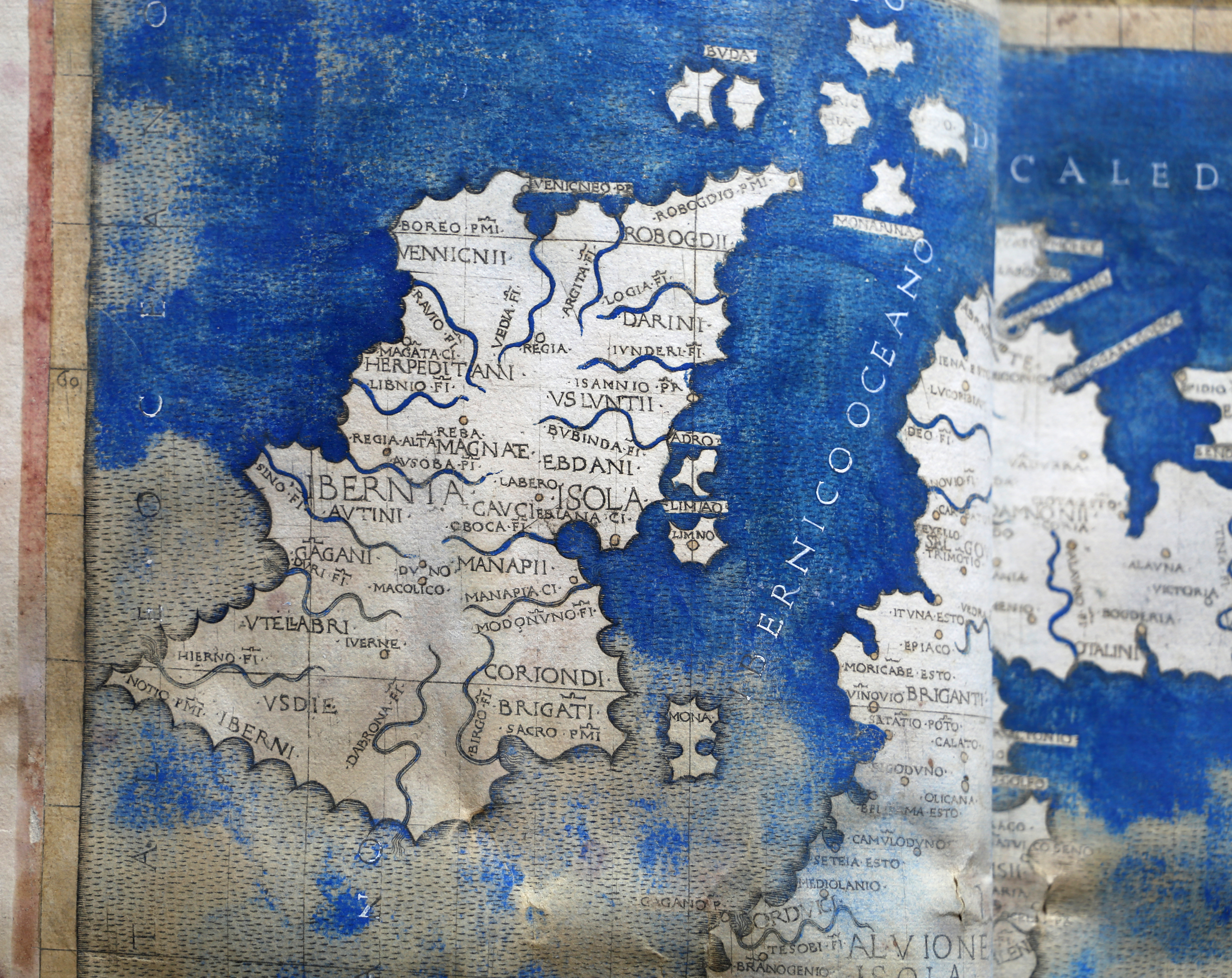
Irland im Jahr 1482

Dieser Artikel behandelt die Geschichte Irlands der Jahre 800 bis 1536.

## Irische Gesellschaft vor den Wikingern
Das Frühmittelalter (in Irland von 800 bis 1166) wird durch die Raubzüge der Wikinger, deren Ansiedlung und das Entstehen erster Städte geprägt. Irland war in viele kleine Königreiche unterteilt, die sog. tuaithe (Einzahl: tuath). An der Spitze stand der ri tuath, ein König, der entweder von einem Herrschergeschlecht oder von sliocht (d. h. allen freien Männern des tuath) gewählt wurde. Alle Männer mit Landbesitz, Berufstätige und Handwerker bildeten eine Versammlung (oenach). Das Land eines tuath gehörte nicht dem König, sondern allen freien Familien, die darauf lebten, und die dem König dafür Abgaben leisteten und ihm im Kriegsfall kämpferisch zur Seite standen. Es gab 80–100 tuatha (Clans), die gleichzeitig existierten.
Über den tuaithe standen die mächtigeren Provinzkönige (ri ruireach) wie z. B. der Clan der Uí Néill in Tir Eoghan (Provinz Uladh; heute: Ulster). Dennoch war die gälisch-irische Gesellschaft nicht egalitär – die höchste Klasse, die Könige, galten als nemed (heilig). Die Könige verrichteten keine körperlichen Arbeiten, da dies unter ihrer Würde (enech) war. Aufgrund des Wahlsystems bei der Nachfolge kam es häufig zu Kämpfen zwischen den möglichen Nachfolgern. Neben den Königen galten auch die heidnischen Kleriker und Poeten als „heilig“. Unterhalb dieser Klassen standen die Landbesitzer. Am unteren Ende des gesellschaftlichen Leiter waren die „Unfreien“, Arbeiter, die keine politischen Rechte hatten. Irland war nahezu komplett ländlich geprägt, bevor die Wikinger auf die Insel kamen und vieles veränderten.

## Die Wikinger
Die ersten belegten Wikinger-Überfälle fanden im Jahr 795 statt, als Wikinger von Norwegen Lambay Island (vor Dublins Küste) plünderten. Diese frühen Überfälle waren in der Regel schnell, lokal begrenzt und beendeten das Zeitalter der frühchristlich-irischen Kultur. Es folgten über 200 Jahre andauernde Wellen wikingischer Plünderungen, die besonders die Klöster überfielen. Die meisten der frühen „Räuber“ kamen aus den Fjorden im westlichen Norwegen und man vermutet, dass diese über die Shetlandinseln und die Orkney kamen. Von dort aus ging es zur Atlantikküste Schottlands und schließlich nach Irland. Während dieser frühen Raubzüge erreichten die Wikinger auch die irische Westküste mit Inishmurray und den Skellig Islands.

## Wikinger-Siedlungen in Irland

Die Wikinger in Irland (850 n. Chr.)

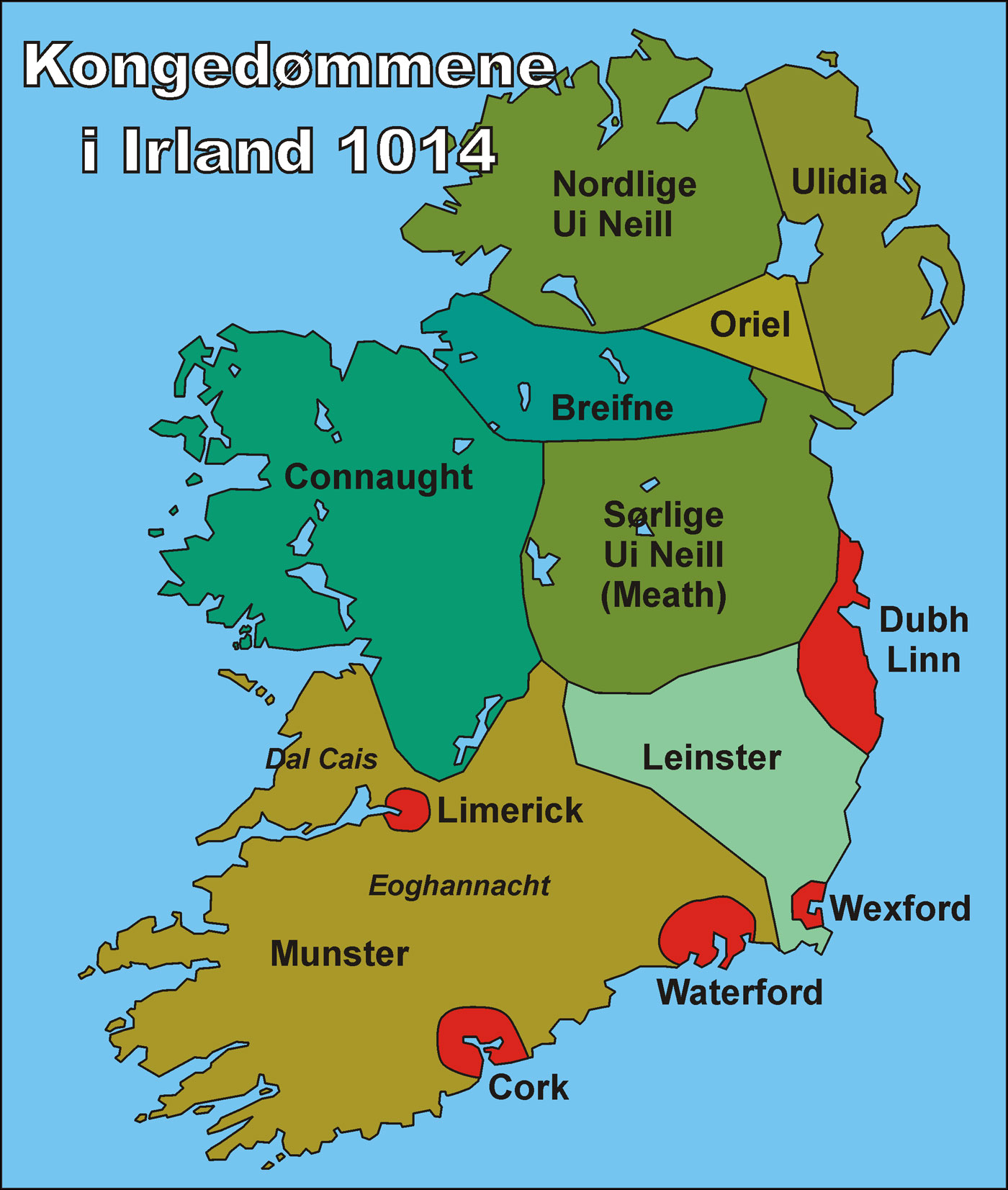
Die Wikinger in Irland (rot – um 1014 n. Chr.)

Sowohl Irland als auch England und Schottland waren in der ersten Hälfte des 9. Jahrhunderts von den Raubzügen der Wikinger betroffen. Nach und nach begannen die Wikinger Stützpunkte an der irischen Küste zu errichten. Dort verbrachten sie zunächst nur die Wintermonate. Darauf folgten skandinavische Siedlungen. Die ersten waren die heutigen Städte Waterford, Wexford und natürlich Dublin – die Funde bei Ausgrabungen nahe Kilmainham bewiesen die Anwesenheit der Skandinavier in dieser Zeit. Schriftliche Zeugnisse dieser Epoche zeigen, dass sie von ihren Küstensiedlungen (oft über die Flüsse) ins Landesinnere vorstießen, dort Raubzüge durchführten und sich wieder in die Küstensiedlungen zurückzogen.
Thorgest (lat. Turgesius) war der erste Wikinger, der versuchte, ein eigenes Königreich in Irland zu errichten. Er begab sich 839 über die Flüsse Shannon und Bann nach Armagh, wo er ein Gebiet eroberte, das Teile von Ulster, Connacht und Meath umfasste. 845 wurde Thorgest von Maelsechlainn I. (König von Mide) gefangen und wahrscheinlich im Lough Owel ertränkt. 848 besiegte Maelsechlainn – nun als Hochkönig eingestuft – eine nordische Armee bei Sciath Nechtain. Indem er behauptete, sein Kampf würde auch im Namen des Christentums gegen die Heiden geführt, bat er um Unterstützung des fränkischen Herrschers Karl des Kahlen – allerdings ohne Erfolg.
Im Jahre 851 kam es bei der Bucht von Dundalk zu Auseinandersetzungen zwischen den „Fingall“- (norwegisch) und „Dubhgall“-Wikingern (dänisch). 852 landeten die Wikinger Ivar Ragnarsson und Olaf der Weiße in Dublin und bauten die seit 841 bestehende Siedlung zu einer Festung auf dem Gebiet der heutigen Stadt aus. Olaf der Weiße war der Sohn eines norwegischen Königs und krönte sich zum König von Dublin. Dies gilt allgemein als Gründung von Dublin, auch wenn griechische und römische Schriften bereits im 1. Jahrhundert von einer Siedlung an gleicher Stelle namens Eblana (oder Deblana) berichten. Ivar wurde Nachfolger von Olaf, und nach dessen Tod entstand eine Unsicherheit im Königreich Dublin, die viele Wikinger dazu veranlasste, nach England oder Frankreich umzusiedeln. Neben Dublin gründeten die Wikinger auch vier andere Küstenorte, und mit der Zeit vermischte sich die irische und nordische Bevölkerung immer mehr und die sog. Gall-Gaels entstanden (Gall war das irische Wort für Fremde). Der nordische Einfluss findet sich in vielen irischen Königsnamen wieder, die auf nordische Namen zurückgehen, z. B. Magnus, Lochlann oder Sitric. Auch DNA-Untersuchungen in den Küstenstädten belegen noch heute diese Vermischung.
914 begann eine neue Angriffswelle der Nordmänner – diesmal von der Südküste aus, wo sie in Waterford eine neue Siedlung gründeten. Von dort aus führte man Raubzüge in ganz Südirland aus. Auch von Dublin führten die Nachfahren von Ivar Beinlaus nun wieder Raubzüge aus und eroberten einen Großteil der Insel. Ihre Vorherrschaft wurde erst durch die verbündeten Kräfte von Maelsechlainn II (König von Meath) und Brian Boru in den Jahren bis 1014 beendet. Im späten 10. Jahrhundert erreichte Brian Boru, ein Abkömmling eines Clans aus Munster, genug Einfluss, dass er den Titel ard righ (Hochkönig) erhielt. Boru und seine Alliierten besiegten eine gemeinsame Armee aus Wikingern und Einheimischen in der Schlacht von Clontarf im Jahr 1014. Obwohl Boru diese Schlacht nicht überlebte, war damit die Vorherrschaft der Wikingern in Irland gebrochen. Nach und nach gingen sie in der ansässigen Bevölkerung auf. Borus Nachkommen scheiterten bei dem Versuch, einen gesamtirischen Staat zu errichten, und die daraus später folgenden Territorialstreitigkeiten führten indirekt zur Invasion der Normannen unter Strongbow im Jahr 1169.

## Die Kirchenreform
Mit Beginn des 2. Jahrtausends nahmen die seit dem siebten Jahrhundert weitestgehend verweltlichten Klöster Irlands geistliche Aufgaben wahr. Sie waren Wächter der traditionellen Gelehrsamkeit und erfüllten nützliche Funktionen. Die ungezügelt wachsende Wikingerstadt Dublin setzte die Reformen in Irland in Gang. Die im Jahre 1038 von König Sigtrygg gegründete Kirche wurde zur Kathedrale und benötigte einen Bischof. Die Stadt wollte aber keine Bindung an das irische Klosterwesen und entschied, ihren Bischof durch den Erzbischof von Canterbury weihen zu lassen. Damit wurde Dublin Suffragan von Canterbury. Der Erzbischof von Canterbury Lanfrank von Bec (1070–1089) richtete ein Schreiben an den König Turlough O’Brien, in dem er ihn ermahnte, die im Land übliche Praxis der Ehescheidung auszusetzen und die Simonie zu beenden, also keine geistlichen Ämter für Geld zu vergeben. Als Turloughs Sohn 1101 vor die Synode von Cashel trat, vermied er das Thema Scheidung. Die versammelten Synodalen bestanden nach dem Vorbild der Franken vor der Hildebrandschen Reform – auch aus der Laienschaft. Er wollte angesichts dieses Schlages der Reformer gegen das tief verwurzelte irische Rechtssystem einer Überreaktion vorbeugen.
Das spektakulärste Ereignis war die Übergabe des Rock of Cashel als Geschenk an die Kirche. Durch Verbote bemühte sich die Synode, den Gleichklang der irischen Kirche mit Rom herzustellen, bezüglich
- der Simonie,
- der Ehe zwischen Blutsverwandten,
- des Bestehens von zwei Leitungen einer Kirche,
- der Kirchenleitung durch Laien.

Diese Verbote waren für die alte Kultur Irlands ein Desaster. Die Synode von Rathbreasail teilte Irland, nach dem Vorbild der Erzbistümer Canterbury und York in England, in die Bistümer Armagh für den Norden und Cashel für den Süden. Erstmals entsprach die irische Kirchenstruktur damit dem europäischen Vorbild.
Mit dem Tod von Muircheartach O’Brien im Jahre 1119 wurde Armagh zum Vorreiter der Reform. 1134 übernahm der Malachias das Erzbistum. In Bangor hatte er eine der letzten Kapellen aus Holz errichtet. Gleichzeitig steht fest, dass die erste Steinkirche auf der Insel Illaunloughan bereits zwischen 640 und 790 entstand. Er strebte nach der Zustimmung Roms zu den in Rathbreasail 1111 eingeleiteten Reformen. 1139 machte er sich auf die Reise nach Rom, wo er den Papst um das Pallium, das Symbol der vom Papst verliehenen Metropolitenwürde, für die Erzbischöfe von Armagh und Cashel bat. Letztlich für Irland von entscheidenderer Bedeutung war indes sein Besuch zweier Klöster in Frankreich: Arrouaise, wo er die augustinischen Ordensregeln kennenlernte, und Clairvaux, wo eine tiefe Freundschaft mit Bernhard von Clairvaux entstand. In der Überzeugung, dass Malachias der Kirche gute Dienste leisten konnte, entließ der Papst ihn zwar ohne die erbetenen Pallien, ernannte Malachias aber zum päpstlichen Legaten und machte ihn damit zu seinem Stellvertreter in Irland.
Mit Hilfe Bernhards von Clairvaux und der von ihm entsandten französischen Steinmetze errichtete Malachias die erste Zisterzienserabtei in Mellifont Abbey im County Louth. Dieser ersten Gründung eines kontinentaleuropäischen Klosters in Irland, das 1157 geweiht wurde, folgten weitere, die im kirchlichen Leben des Landes eine überragende Rolle spielten. Malachias selbst starb 1148 in Clairvaux und wurde später heiliggesprochen.
1152 trat eine für die irische Reformbewegung wegweisende Synode in Kells zusammen. Der päpstliche Legat, Kardinal Giovanni Paparoni († um 1153/54), überbrachte dazu nicht nur Pallien für Armagh und Cashel, sondern auch je eines für Dublin und Tuam. Die Synode nahm Korrekturen am organisatorischen Aufbau und an den Jurisdiktionsgrenzen der Bistümer vor, bemühte sich um Abschaffung des weit verbreiteten Konkubinats und der bezahlten Taufe und erließ ein Verbot der Annahme von Zahlungen für Kirchenbesitz sowie die Aufforderung zur pünktlichen Zahlung des Zehnten. Die Beschlüsse von Kells prägten die Reformbewegung nachhaltig. Das Werk wurde von dem später ebenfalls heiliggesprochenen Lorcan O’Toole (genannt Laurentius) fortgesetzt, der seit 1153 Abt von Glendalough und ab 1161 Erzbischof von Dublin war und 1179 die Synode von Clonfert einberief. Irland war allerdings seit 1169 von anglo-normannischen Truppen besetzt und der englische König hinderte den Erzbischof, der sich in England aufhielt, an der Rückkehr nach Irland. Laurentius starb 1180 in der Normandie.

## Die Ankunft der Normannen (1167–1185)
Anfang des 12. Jahrhunderts bestand Irland politisch nach wie vor aus einer Vielzahl an kleinen Königreichen und Über-Königreichen (overkingdoms). Die Macht lag in den Händen regionaler Dynastien, die um die Vorherrschaft im Land kämpften. Die nördlichen Uí Néill beherrschten ungefähr das Gebiet des heutigen Ulster, die südlichen Uí Néill waren die Könige von Brega (Meath). Das Königtum von Leinster wurde von den Uí Cheinnselaigh beherrscht, das relativ neue Königreich Osraige zwischen Leinster und Munster von der Familie der Mac Giolla Phádraig, Munster großteils von den Mac Cartaig, den Nachfolgern Brian Borus und Connaught großteils von den Uí Chonchubhair.
Nach dem Verlust des Schutzes von Hochkönig Muirchertach MacLochlainn (durch dessen Tod 1166) wurde der König von Leinster Dermot MacMurrough (oder Diarmuid MacMorrough) gewaltsam von einer verbündeten Kraft unter dem neuen Hochkönig Ruaidhrí Ua Conchobair (oder Rory O’Connor) verbannt. Diarmait floh zuerst nach Bristol, dann nach Aquitanien und erhielt schließlich von Heinrich II. die Erlaubnis mit seinen Untertanen sein Königreich zurückzuerobern. 1167 konnte Dermot die Unterstützung von Maurice FitzGerald gewinnen und später den Fürsten von Deheubarth (Königreich im südlichen Wales) dazu überreden, den gefangenen Halbbruder von Maurice, Robert FitzStephen, zu begnadigen, damit dieser an seiner Fahrt teilnehmen konnte. Doch am wichtigsten war die Unterstützung des Richard de Clare, 2. Earl of Pembroke, besser bekannt als Strongbow.
Der erste normannische Kämpfer, der Irland betrat, war Richard Fitz Godbert de Roche im Jahr 1167, doch erst 1169 landeten die Hauptkräfte der gemeinsamen Armee aus Normannen, Walisern und Flamen in der Grafschaft Wexford. Binnen kürzester Zeit war Leinster zurückerobert sowie Dublin und Waterford unter der Kontrolle von Diarmait. Strongbow wurde zum Thronerben seines neuen Königreiches. Diese Entwicklung bestürzte jedoch Heinrich II., da dieser einen rivalisierenden normannischen Staat in Irland fürchtete. Daraufhin reiste dieser nach Leinster, um seine Autorität zu demonstrieren.

## Die päpstliche Bulle und Heinrichs Invasion
Papst Hadrian IV. (der erste englische Papst) hatte bereits in einer seiner ersten Bullen im Jahr 1155 Heinrich II. dazu ermächtigt, in Irland einzufallen, um die kirchliche Korruption und Missbrauch zu bekämpfen. Heinrich landete mit einer großen Flotte 1171 bei Waterford und war der erste englische König, der irischen Boden betrat. Sowohl Waterford als auch Dublin wurden zu königlichen Städten erklärt. Hadrians Nachfolger (Papst Alexander III.) ratifizierte 1172 den Anspruch von Heinrich II. auf irischen Boden. Heinrich II. übergab seine irischen Ländereien an seinen jüngsten Sohn John, der den Titel Dominus Hiberniae (Lord of Ireland) erhielt. Als John seinem Vater nach dem Tod seiner älteren Brüder als König von England nachfolgte, fiel der Titel direkt unter den Einfluss der englischen Krone.
Heinrich wurde von den meisten irischen Königen anerkannt, sahen diese in ihm eine Chance die Expansion von Leinster durch die Hiberno-Normannen aufzuhalten. Dies führte zur Ratifizierung des Vertrags von Windsor im Jahr 1175 zwischen Heinrich und Ruaidhrí. Doch mit dem Tod von Strongbow (1176) und Diarmuid (1171), der Rückkehr von Heinrich nach England und der Unfähigkeit von Ruaidhrí, seine Vasallen zu zügeln, war der Vertrag binnen zwei Jahren nahezu wertlos geworden. 1177 fiel John de Courcy in Irland ein und eroberte einen Großteil des östlichen Ulster. Raymond le Gros hatte zu dieser Zeit bereits Limerick eingenommen und kontrollierte das nördliche Munster, während andere normannische Familien wie z. B. Prendergast, fitz Stephen, fitz Gerald oder fitz Heinrich bereits ihre eigenen virtuellen Königreiche planten. Die Barone sicherten ihren Besitz durch auch heute noch weithin sichtbare Burgen, und begannen, weitere Teile Irlands in Besitz zu nehmen.

Durch Normannen erobertes Gebiet in Irland im Jahr 1300

## Lordschaft Irland

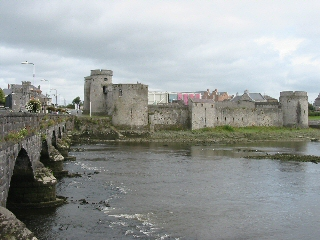
King John’s Castle in Limerick

Die geringe Anzahl der Eroberer, auch aufgrund anglo-normannischer Interessen anderswo (Schottland, Frankreich), machten eine normannisch-irische Zusammenarbeit erforderlich. Die Anglo-Normannen beschränkten sich daher auf die Absetzung der irischen Clanchefs und versuchten in den besetzten Gebieten eine Akzeptanz durch die einheimische Bevölkerung (d. h. Iren und Wikinger) zu erreichen. Die folgenden Jahrzehnte sahen die Konsolidierung anglo-normannischer Vorherrschaft, mit der die Verwaltung Irlands (insbesondere unter König Johann Ohneland (John Lackland), 1199–1216) und die Gründung vieler Städte einher ging. Viele der bedeutenden Kathedralen Irlands stammen aus dieser Zeit.
Die mächtigste Kraft im Land waren die großen anglo-normannischen Grafen, wie die der Geraldines, der Butlers oder der Burkes, die große Gebiete kontrollieren, die nahezu unabhängig von den Regierungen in Dublin oder London waren. Der Lord of Ireland (daher der Name Lordschaft Irland) war König John, der bei seinen Besuchen 1185 und 1210 dabei half, die normannischen Gebiete in militärischer und administrativer Hinsicht zu sichern. Er schaffte es auch, diverse irische Könige unter seine Lehnseid zu bringen, z. B. Cathal Crobderg Ua Conchobair. Dem Namen nach war die Lordschaft Irland (die bis 1541 andauerte) ein inselumfassender irischer Staat – doch in der Realität beschränkte sich der Herrschaftsbereich neben einigen normannischen Hochburgen auf The Pale, das Gebiet rund um das heutige Dublin.
Die Anglo-Normannen mussten eine Reihe von Rückschlägen hinnehmen, die ihre Ausbreitung, Siedlungspolitik und Macht einschränkten. Zuerst wurden eine Reihe von Rebellionen von gälischen Chiefs initiiert, die Ressourcen banden, teilweise sogar Gebiete eroberten. Weiterhin versiegte der Rückhalt von Heinrich III. und seinem Nachfolger Edward I. (der sich mehr um Angelegenheiten in England, Wales und Schottland kümmerte), so dass die normannischen Kolonisten keinerlei (oder wenig) Nachschub aus England erhielten. Und letztendlich wurde die normannische Position auch durch Streitereien innerhalb der eigenen Reihen geschwächt. Durch die Aufteilung von Ländereien auf mehrere Söhne zersplitterte das Land in schwächere Einheiten (die Marshalls von Leinster zerteilten eine Grafschaft in einem Fall sogar in fünf Teile).

## Gälischer Widerstand, Fall der Normannen (1254–1536)
Zu dieser Zeit entstand erstmals eine einheitliche irische Bewegung, die auch einige militärische Erfolge verbuchen konnte (1261 bei Callan, 1270 bei Carick-on-Shannon).
Im 14. Jahrhundert wurde das hiberno-normannische Irland von drei Vorfällen erschüttert:
- Den Einfall des schottischen Edward Bruce in Irland, durch den sich 1315 viele der irischen Lords gegen die englische Präsenz verbündeten. Obwohl Edward Bruce bei der Schlacht bei Faughart (nahe Dundalk) letztendlich unterlag, verursachten seine Truppen beträchtlichen Schaden, vor allem in der dicht besiedelten Region um Dublin. In dieser chaotischen Situation konnten die irischen Lords große Teile des Landes zurückerobern, das sie bei der Eroberung der Normannen verloren hatten.
- Die Ermordung von William Donn de Burgh, 3. Earl of Ulster im Juni 1333 führte zur Dreiteilung seines Landes durch seine Verwandten. Das Gebiet in Connacht rebellierte offen gegen die Krone und verbündete sich mit den Iren – dadurch war quasi das komplette Gebiet westlich des Shannon für die Hiberno-Normannen verloren. Es sollte mehr als zweihundert Jahre dauern, bis sich die Burkes (wie sie dann genannt werden) wieder der Dubliner Administration anschließen.

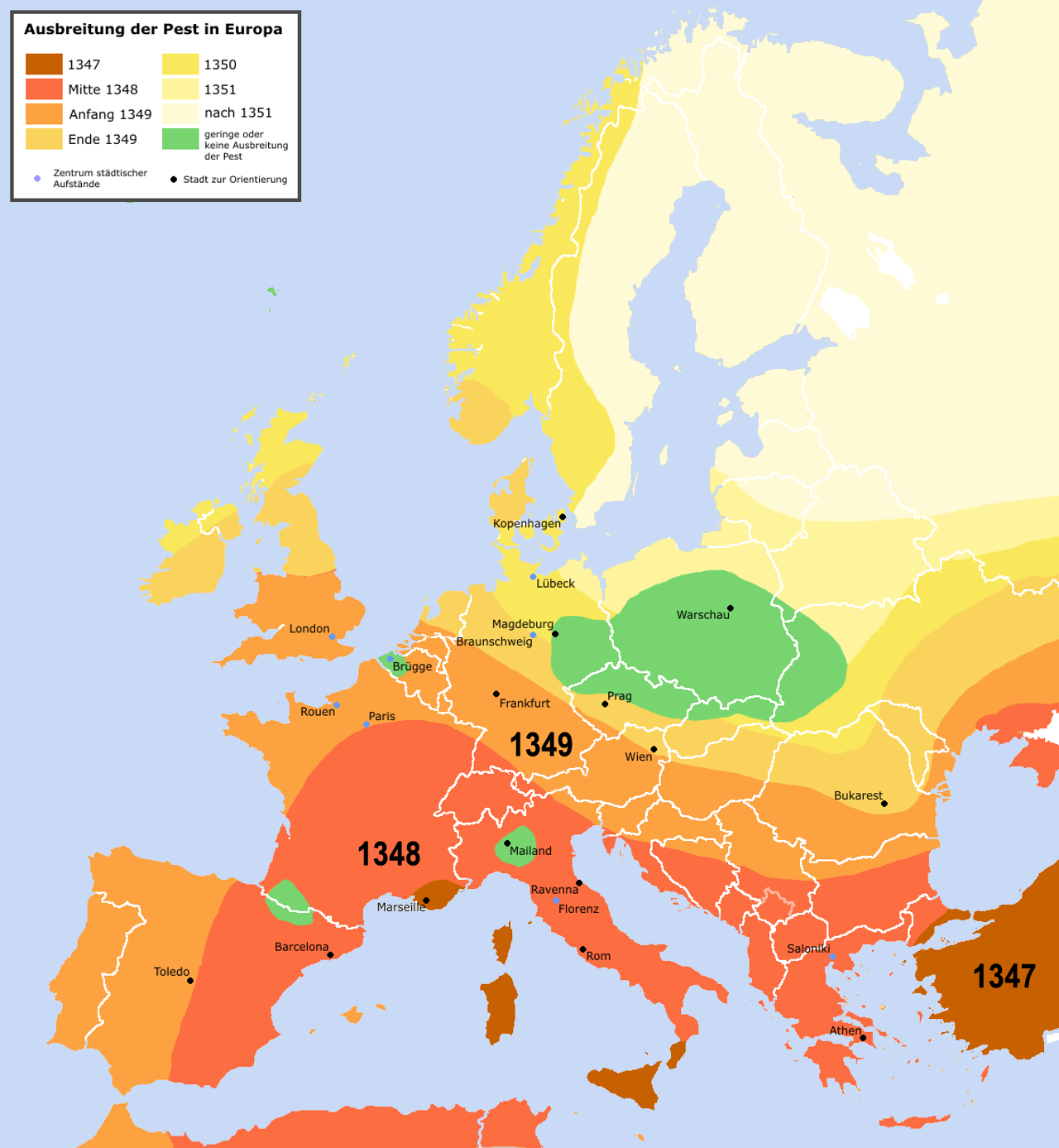
Ausbreitung der Pest in Europa

- Die dritte Katastrophe für die mittelalterliche englische Präsenz in Irland war die Pest, die Irland 1348 erreichte. Da die englischen und normannischen Bewohner hauptsächlich in Städten und Dörfern auf engem Raum wohnten, traf sie die Pest deutlich stärker, als die einheimischen Iren, die in weit gestreuten ländlichen Siedlungen lebten. Eine Darstellung des Klosters in Kilkenny bezeichnete die Pest als den Anfang vom Ende der Welt. Nachdem die Plage auf der irischen Insel gewütet hatte, waren die Iren wieder in der Übermacht und die irische Sprache sowie deren Sitten dominierten. Das von England beherrschte Gebiet war auf das sog. Pale geschrumpft – ein befestigtes Gebiet rund um Dublin.

Außerhalb des Pale nahmen die hiberno-normannischen Lords nach und nach die irische Sprache und die irischen Sitten an – sie wurden als die Old English (alten Engländer) bekannt, und man sagt, sie wurden irischer als die Iren. In den folgenden Jahrhunderten verbündeten sich die Lords bei diversen politischen und militärischen Konfrontationen mit den Iren gegen die Engländer und blieben auch nach der Reformation katholisch. Die Machthaber des Pale fürchteten sich so sehr vor der Gälisierung, dass sie 1366 im Parlament von Kilkenny einige Gesetze (die sogenannten Statuten von Kilkenny) erließen, die es den englischstämmigen Lords untersagten, irisch zu sprechen, irische Kleidung zu tragen oder Irischstämmige zu heiraten. Da die Regierung in Dublin aber nur wenig Autorität besaß, blieben die Statuten außerhalb des Pale nahezu ohne Folgen.
Im 15. Jahrhundert blieb dieser Trend der Gälisierung ungebrochen – er nahm sogar an Geschwindigkeit zu. Die zentrale englische Autorität in Irland verschwand, was auch daran lag, dass die englische Krone mit dem Rosenkrieg anderweitig beschäftigt war.
Die schwindende Zentralmacht in der Kolonie führte dazu, dass im späten 14. und frühen 15. Jahrhundert eine Reihe wichtiger irischer Königreiche und Lordschaften entstanden, zwischen denen bis in die 1500er Jahre hinein diverse Grenzverschiebungen stattfanden.